# 해서정맥
해서정맥(海西正脈)은 백두대간 두류산 정상에서부터 남서진하여 서해안 장산곶까지 이어지는 산맥이다. 주로 황해도 지방을 지나가기 때문에, 황해도 지역의 별칭인 '해서(海西)'를 따서 붙인 이름이다. 해서정맥의 북쪽 물줄기는 대동강으로, 남쪽 물줄기는 임진강과 예성강으로 흘러든다.

## 길이
백두대간 두류산(1,323m)에서 서해안 장산곶에 이르는 해서정맥의 총길이는 도상거리 약 457.7km, 실제거리는 약 610km에 이른다.

## 주요 산
- 두류산
- 가사산
- 동백년산
- 고달산
- 명지덕산 (개연산)
- 대각산
- 발은치 (발은재)
- 언진산
- 창검산
- 복숭산
- 천봉산
- 달마산
- 극락산
- 불타산
- 국사봉
- 장산곶

## 같이 보기
- 산경표